# Rabas (wieś)
Rabas (cyr. Рабас) – wieś w Serbii, w okręgu kolubarskim, w mieście Valjevo. W 2011 roku liczyła 202 mieszkańców.